# Stara Dąbrowa (województwo mazowieckie)
Stara Dąbrowa – wieś sołecka w Polsce położona w województwie mazowieckim, w powiecie nowodworskim, w gminie Leoncin.
W latach 1975–1998 miejscowość położona była w województwie warszawskim.